# Nick Cave and the Bad Seeds
Nick Cave and the Bad Seeds — австралійський рок-гурт, заснований у 1983 році у Мельбурні вокалістом Нік Кейвом, мультиінструменталістом Міком Гарві та гітаристом-вокалістом Блікса Барґельдом. До складу гурту протягом його існування входили музиканти із різних країн, і наразі гурт складається із Кейва, скрипаля і мультиінструменталіста Воррена Елліса, басиста Мартіна П. Кейсі (всі із Австралії), гітариста Джорджа В'єстіка (Велика Британія), клавішника та перкусіоніста Тобі Дамміта (США), ударника Томаса Відлера (Швейцарія) та Джеймса Склавуноса (США). Завдяки оригінальному звучанню, яке «The Guardian» назвали «брутальним блюзом та готичними кошмарами»
, Nick Cave and the Bad Seeds вважають «одними із найоригінальніших та найвідоміших гуртів епохи пост-панку та альтернативного року від 80-х і далі». Загалом колектив випустив 17 студійних альбомів та відіграв велику кількість міжнародних турів.
Гурт заснований у 1983 році після розпаду попереднього колективу Кейва та Гарві «The Birthday Party», члени якого познайомились під час навчання у школі. Випуск п'ятого альбому «Tender Prey» у 1988 році ознаменував зсув звучання гурту із пост-панкового до експериментального альтернативного року, а протягом всієї історії існування гурту у піснях можна почути вплив надзвичайно різних стилів.

## Історія

### Формування (1983—1985)
Історія створення гурту, який пізніше перетвориться у «Nick Cave and the Bad Seeds» розпочалась після розпаду гурту «The Birthday Party» у серпні 1983 року. Кейв та Гарві були учасниками згаданого колективу «The Birthday Party» разом із гітаристом Роландом С. Говардом та басистом Трейсі П'ю. Під час запису запланованого міні-альбому «Mutiny/The Bad Seed» зародились внутрішні суперечки, основною причиною яких був різний підхід до написання пісень у Кейва та Говарда. Пізніше в одному із інтерв'ю Кейв згадував: «основною причиною розпаду The Birthday Party було те, що пісні, які я писав та пісні, які писав Говард були абсолютно різними». Після того, як гурт покинув Гарві, колектив остаточно розпався. Кейв також сказав, що «мабуть, це все тривало б довше, проте Мік завжди оцінював речі набагато краще, ніж решта».

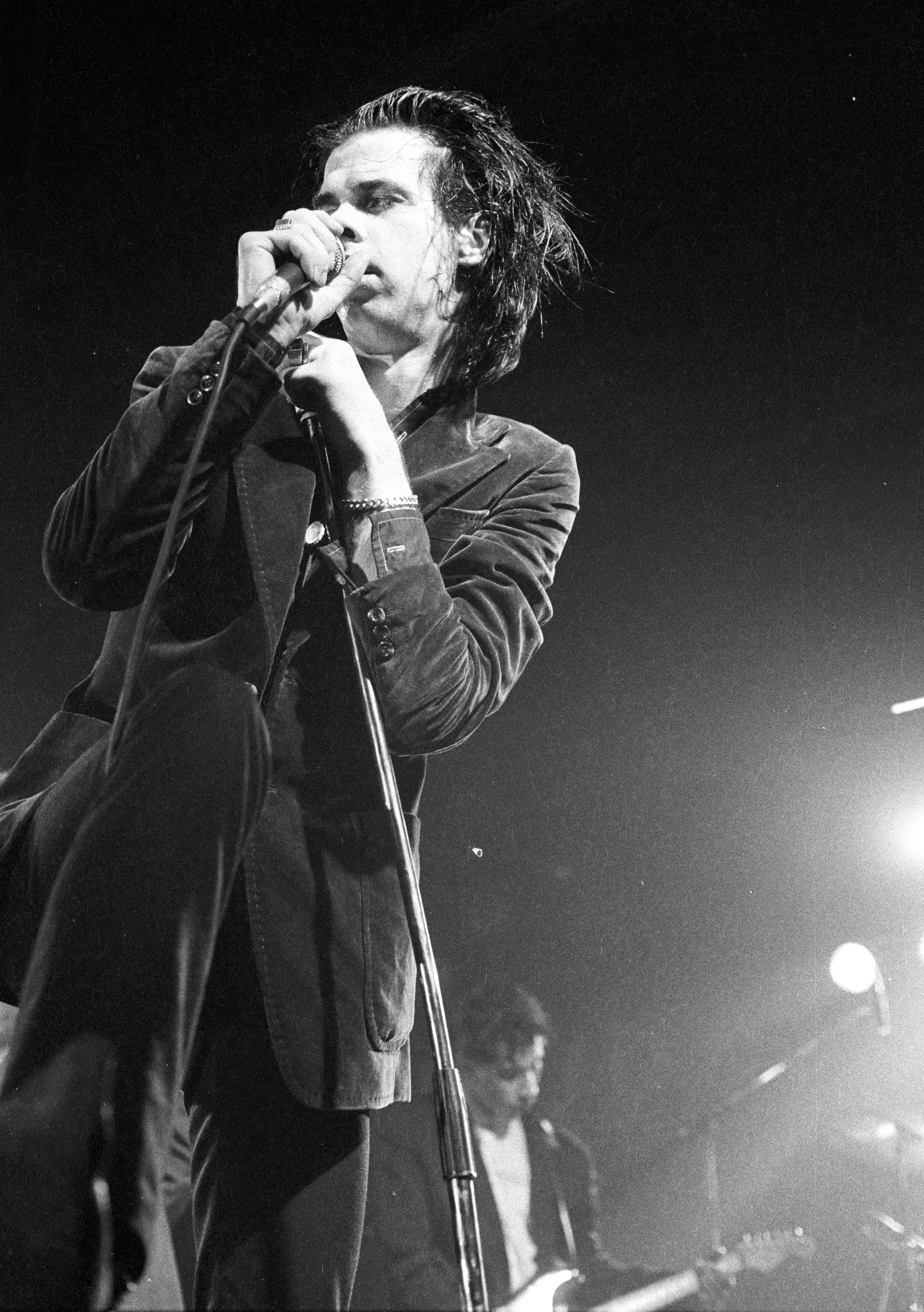
Кейв та гітарист Кід Конго Пауерс під час турне гурту у 1986 році

Початкова версія того, що пізніше стане гуртом «Nick Cave and the Bad Seeds» було засновано у Лондоні у вересні 1983 року і складалось із Кейва, Гарві (ударник), гітариста гурту «Einstürzende Neubauten» Блікса Барґельда, басиста гурту «Magazine» Беррі Адамсона та JG Thirlwell. Заснування гурту робилось із думкою про те, що це буде сесійний гурт для сольного проекту Кейва «Man Or Myth?», із яким уже погодились працювати у лейблі «Mute Records». Протягом вересня і жовтня 1983 року вони записували матеріал із продюсером Марком Еллісом, хоча сесії були перервані у зв'язку із туром Кейва із гуртом «The Immaculate Consumptive». У грудні 1983 року Кейв повернувся до Мельбурна, де він сформував інший тимчасовий склад сесійних музикантів через відсутність Барґельда (додались Трейсі Пью та гітарист Гуґо Рес). Гурт зіграв свій перший концерт у містечку Сент-Кілда (поблизу Мельбурна) 31 грудня 1983 року.
Після короткого туру Австралією Кейв та музиканти повернулись до Лондона. Кейв, Гарві, Барґельд, Рейс та Адамсон утворили перший постійний склад учасників. Гурт, який на той час був без назви, вирішив назвати себе «Nick Cave and the Cavemen», і ця назва протрималась шість місяців. Вже у травні 1984 році відбулось перейменування гурту на «Nick Cave and the Bad Seeds» (як відсилка до їхнього мініальбому «The Bad Seeds»). Музиканти розпочали запис пісень для свого дебютного альбому у березні 1984 року у лондонській Trident Studios. Пісні, записані на цій студії, а також невидані пісні, записані для «Man Or Myth?» у вересні-жовтні 1983 року, утворили альбом «From Her to Eternity», виданий під лейблом Mute Records у 1984 році. JG Thirlwell покинув гурт під час запису пісень для «Eternity», вказуючи на розбіжності поглядів під час написання пісень та бажання працювати над власним проектом. Рейс та гітарист Едвард Клейтон-Джонс також покинули гурт для того, щоб заснувати власний колектив «The Wreckery» у Мельбурні.

### Переїзд до Німеччини та зміна стилю (1985—1989)
Після того, як колектив залишили Рейс та Лейн, решта учасників переїхали до Західного Берліну (Німеччина) і у 1985 році випустили другий альбом «The Firstborn Is Dead». На цей альбом мали сильний вплив готична американа Півдня США та блюз, які яскраво представлені у таких піснях як «Tupelo» та «Blind Lemon Jefferson». У представленому наступного року альбомі каверів «Kicking Against the Pricks» можна почути вплив дещо безпосередніший вплив Джонні Кеша, Джон Лі Гукера та Ледбеллі. У записі цього ж альбому вперше взяв участь ударник Томас Вайдлер, учасник гурту «Die Haut», а також як запрошені гості взяли участь Рейс, П'ю та гітарсит «Birthday Party» Говард.
Гурт отримав більше прихильників завдяки альбому Your Funeral... My Trial, представленому також у 1986 році. У цей же час гурт покинув Беррі Адамсон. У записі наступного альбому Tender Prey взяв участь американський гітарист Кід Конго Паверс (Гарві тим часом став бас-гітаристом) і німецький клавішник Роланд Вольф. У червні 1988 року гурт випустив сингл «The Mercy Seat», у якому описав в'язня, який не розкаявся у камері смертників. Цей сингл ще більше підвищив схвалення музичних критиків і комерційну увагу до колективу. Кавер-версію цієї пісні пізніше випустив Джонні Кеш у альбомі 2000 року American III: Solitary Man. Незважаючи на зростаючий рівень успіху, проблеми з наркотиками у членів гурту стали проблемою. Документальний фільм «The Road to God Knows Where», режисером якого є Улі М. Шуппель, зображує п'ятитижневий періодтурне гурту Сполученими Штатами у 1989 році.
Кейв та його колеги також працювали над іншими творчими проектами в цей час. У 1987 році Bad Seeds знялись у фільмі Віма Вендерса «Небо над Берліном», а Кейв взяв участь у фільмі 1988 року «Примари... цивільних мертвих» (де він і Рейс були співавторами). Перший роман Кейва «And the Ass Saw the Angel» був опублікований у 1989 році.

### Зростання успішності (1989—1997)
Після проживання у Нью-Йорку Кейв переїхав до Сан-Паулу (Бразилія) незабаром після закінчення туру на підтримку альбому «Tender Prey» і, успішно пройшовши програму реабілітації від наркотиків, почав експериментувати із фортепіанними баладами. Результатом цього періоду після реабілітації став альбом The Good Son 1990 року, який отримав хороші відгуки від критиків і мав комерційний успіх.
Двоє відомих австралійських музикантів, Кейсі із The Triffids та сольний виконавець і клавішник Savage, замінили Паверса і Вольфа, які пішли з гурту. Поява Кейсі на бас-гітарі дозволила Гарві повернутися до гітари. Їхній наступний альбом 1992 року Henry's Dream ознаменував перехід до більш жорсткого рок-звучання. До процесу запису був залучений продюсер Девід Бріггс, відомий своєю роботою з Нілом Янгом. Турне на підтримку альбому задокументоване на концертному альбомі 1993 року Live Seeds і демонструє агресивне звучання нового гурту.
У середині 1993 року гурт знову повернувся до Лондона і записав альбом Let Love In, наступний після Henry's Dream. Let Love In розширив повніше ансамблеве звучання, яке було закладене в Henry's Dream, а до роботи над альбомом долучились Говард, Елліс, Текс Перкінс (Beasts of Bourbon) та Девід Маккомб (The Triffids). Кілька популярних пісень, таких як «Red Right Hand» (яка прозвучала в серії фільмів «Крик» і використовувалася як основна тема для серіалу «Гострі картузи») та «Loverman» (кавер на яку пізніше виконав гурт Metallica) були представлені саме в цьому альбомі. Під час промо туру альбому до гурту приєднався американський перкусіоніст та барабанщик Джим Склавунос.
У 1996 році гурт випустив Murder Ballads, свій комерційно найбільш успішний альбом на сьогоднішній день. Ця робота, зосереджена на темі вбивства, містить кавер на народну пісню «Henry Lee» — дует з британської співачкою Пі Джей Гарві, з якою Кейв мав короткі стосунки, і «Where the Wild Roses Grow», дует з австралійським поп-ідолом Кайлі Міноуг. Співпраця з Міноуг стала мейнстрімовим хітом у Великій Британії та Австралії і отримала три ARIA Music Awards, в тому числі у номінації «Пісня року». Саме в цей час Елліс з гурту Dirty Three почав регулярно працювати з гуртом і згодом став основним співавтором Кейва.
Звучання альбому The Boatman's Call, випущеного у 1997 році, стало радикальним відходом від архетипних і жорстоких наративів минулого гурту з піснями про стосунки, втрати і тугу, часто з рідкісними аранжуваннями. В інтерв'ю 2008 року Кейв поділився своїми думками під час створення альбому: «Коли я робив половину цього альбому, я був розлючений, тому що в моєму особистому житті сталися певні речі, які мене серйозно вивели з себе. І деякі з цих пісень вийшли прямо з цього. Я не шкодую про те, що записав їх… Ці пісні про той момент, коли ти відчував себе певним чином. Коли … ти просто думаєш: „Бляха — будь ласка!“». Тур на підтримку альбому пізніше був задокументований на концертному записі 2008 року Live at the Royal Albert Hall. Після виходу альбому Кейв взяв невелику перерву, під час якої знову одружився.

### Подальше музичне вдосконалення; відхід Барґельда (1997—2005)

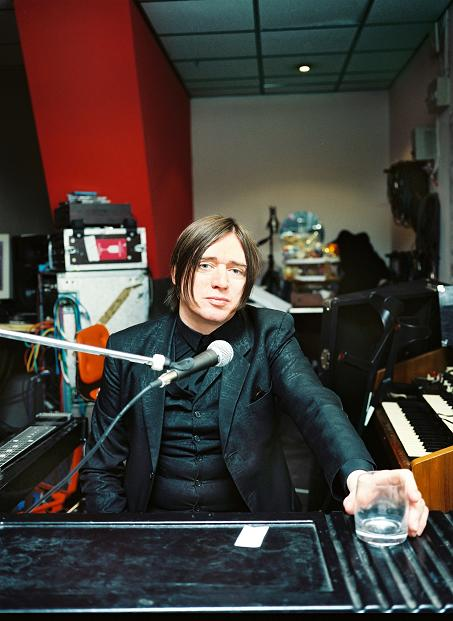
Гітарист-засновник Барґельд покинув гурт у 2003 році

Після творчої перерви Кейва гурт випустив альбом Original Seeds, компіляцію матеріалів інших виконавців, які вплинули на їхню музику, а також власний альбом The Best of Nick Cave and The Bad Seeds. У 1999 та 2000 роках гурт зібрався, щоб записати дві музичні імпровізації для альбому Аніти Лейн Sex O'Clock. Повноцінним продовженням альбому The Boatman's Call стала робота 2001 року No More Shall We Part. У записі альбому взяли участь запрошені виконавці Кейт і Анна МакГаррігл. Платівка здобула переважно позитивні відгуки критиків: один з рецензентів описав її як «цілий альбом глибоко трагічних і красивих пісень про кохання без іронії, сарказму чи жорстокої розв'язки», хоча й зазначив, що вона ризикує стати занадто сентиментальною.
У 2003 році гурт випустив альбом Nocturama. Ця робота ознаменувала повернення до більш колективних аранжувань, оскільки попередні релізи передбачали меншу залученість учасників гурту. Nocturama отримав змішані відгуки, зокрема критик Ерік Карр зазначив: «По правді кажучи, це все ще може бути найкращою роботою гурту з часів Let Love In, але він мав потенціал стати набагато більшим». Невдовзі після виходу альбому Блікса Барґельд залишив гурт після 20 років співпраці, щоб більше часу присвятити проєкту Einstürzende Neubauten.
У 2004 році гурт випустив відомий дводисковий альбом Abattoir Blues / The Lyre of Orpheus. На місце Блікса Барґельда прийшов англійський актор, гітарист і органіст Джеймс Джонстон, учасник гурту Gallon Drunk і колишній запрошений учасник туру Bad Seeds на Lollapalooza десять років тому (Джонстон грав на органі, а Мік Гарві додав гітарні партії). Альбом був задуманий як дві окремі, але поєднані роботи, що містять різноманітні стилі, від агресивного року до хорових балад. У 2005 році гурт випустив збірку B-Sides & Rarities — тритомну колекцію з 56 пісень, що включала твори, видані на сторонах Б, рідкісні треки та композиції, випущену на лейблі Mute Records у Європі, США та Великій Британії. Бокс-сет The Abattoir Blues Tour, який включає два CD та два DVD з записами виступів із промо-туру альбому, вийшов у 2007 році в Європі та США. У турі брали участь запрошені бек-вокалістки Асе Бергстром, Гео Онаймаке, Елеонор Палмер і Венді Роуз.
У 2005 році Кейв завершив роботу над сценарієм до фільму «Пропозиція», події якого розгортаються в Австралії XIX століття, а режисером виступив Джон Гілкоут. Кейв і Воррен Елліс спільно працювали над музичним супроводом до цього фільму. Ці музиканти пізніше також створили музику до фільмів «Як боязкий Роберт Форд убив Джессі Джеймса» (2007) та «Дорога» (2009).

### Grinderman; відхід Гарві (2006—2012)
Після кількох років роботи як гастрольного гурту для сольних проєктів Кейва учасники Bad Seeds Елліс, Склавунос і Кейсі разом з Кейвом заснували новий сайд-проєкт Grinderman у 2006 році. У цьому гурті Кейв уперше грав на гітарі, а їхня музика, перебуваючи під впливом гаражного року, все ще зберігала елементи звучання The Bad Seeds. Grinderman випустили свій дебютний однойменний альбом у 2007 році. У жовтні 2007 року Кейва ввели до Зали слави ARIA, де він у промові відзначив також учасників The Bad Seeds і The Birthday Party, сказавши: «Я не можу по-справжньому прийняти це, поки ми не з'ясуємо деякі речі. Я не можу зрозуміти, чому я тут, а The Bad Seeds — ні?».

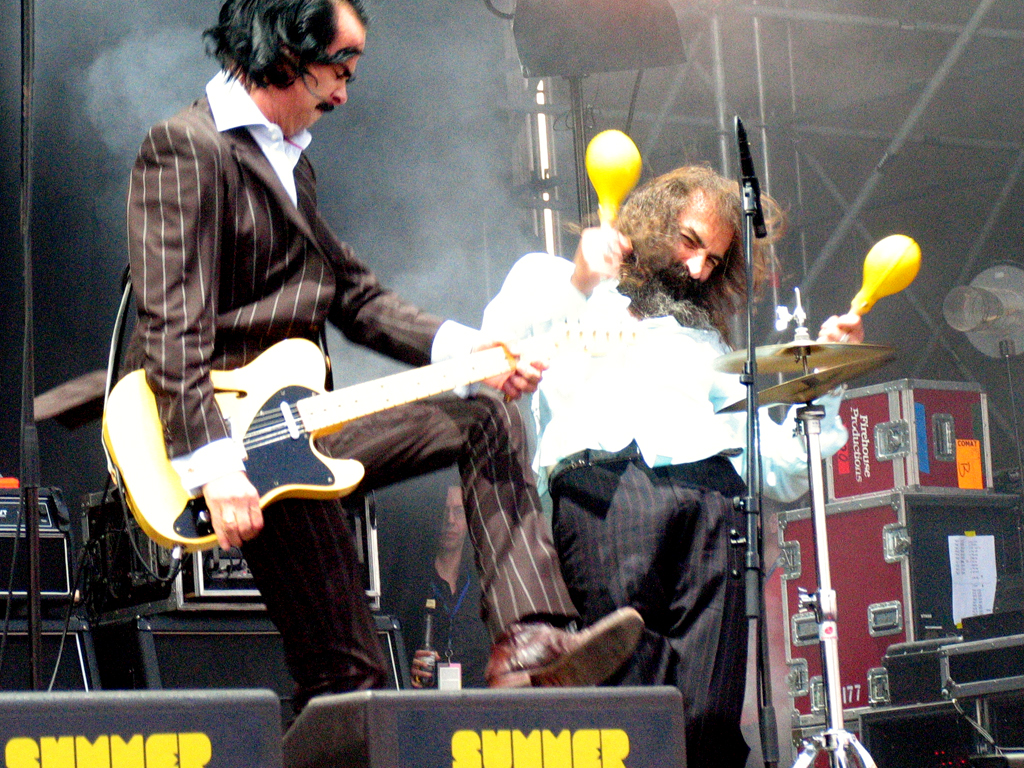
Grinderman ознаменував повернення до первісного звучання, а також дебют Кейва на гітарі.

Гурт Nick Cave and the Bad Seeds випустив свій 14-й студійний альбом Dig, Lazarus, Dig!!! у 2008 році, який отримав високу оцінку критиків. Натхненний біблійною історією про Лазаря з Віфанії, альбом продовжив дослідження панк- та гаражного року, розпочаті у дебютному альбомі Grinderman. Це дало результат, який NME охарактеризував як «готичний психосексуальний апокаліпсис». Після випуску альбому гурт вирушив у тур Північною Америкою та Європою у складі семи учасників. У цьому турі вже не брав участі Джеймс Джонстон, який покинув гурт після завершення роботи над альбомом.
Кейв і його гурт були кураторами першого австралійського фестивалю All Tomorrow's Parties, який проходив у різних містах Австралії в січні 2009 року. 22 січня, після завершення фестивалю, Мік Гарві оголосив про свій вихід із гурту після 25 років спільної роботи, посилаючись на «різноманітні особисті та професійні причини». У своєму офіційному зверненні Гарві заявив: «Протягом наступного року я продовжу працювати над перевиданням каталогу Bad Seeds і з нетерпінням чекаю на нові можливості, які з'являться завдяки новим обставинам». Вихід Гарві став завершенням 36-річної музичної співпраці між Кейвом і Гарві, залишивши Кейва єдиним оригінальним учасником гурту.. Гурт запросив гітариста Еда Куеппера, колишнього учасника австралійських гуртів The Saints і Laughing Clowns, як гастрольного музиканта для завершення виступів, запланованих на літні фестивалі 2009 року.. Також у 2009 році Кейв опублікував свій другий роман «Смерть Банні Монро»,, а лейбл Mute Records розпочав роботу над серією ремастеринг-альбомів із каталогу Bad Seeds (деякі перевидані альбоми містили документальні матеріали від Iain Forsyth and Jane Pollard).
Після низки цих подій гурт Bad Seeds тимчасово припинив діяльність, а Grinderman знову активувався та випустив альбом Grinderman 2 у 2010 році. Гурт також привернув додаткову увагу, коли їхня пісня «O Children» з'явилася у фільмі Гаррі Поттер і Смертельні реліквії: Частина 1 (2010). У грудні 2011 року Grinderman розпався одразу після гастрольного туру Австралією. Їхній останній виступ відбувся на Meredith Music Festival у сільській місцевості Вікторії.

### Push the Sky Away, Skeleton Tree і Ghosteen (2013—2023)
П'ятнадцятий студійний альбом гурту Nick Cave and the Bad Seeds Push the Sky Away був випущений у середині лютого 2013 року. Під час запису альбому колишній учасник Баррі Адамсон повернувся до гурту як басист, а пізніше перейшов до ролі мультиінструменталіста (перкусія, клавішні, вокал) у подальших турах. Куеппер ненадовго повернувся як концертний гітарист гурту, але на європейському етапі туру його замінив Джордж Вьєштіца; 12-струнна гітара Вьєштіци була використана в кількох треках альбому Push the Sky Away.
Під час літнього туру Nick Cave and the Bad Seeds у США у 2013 році менший склад гурту записав альбом Live from KCRW (Кейв, Елліс, Кейсі, Склавунос і Адамсон). У 2014 році Nick Cave and the Bad Seeds вирушили в тур Північною Америкою з Еллісом, Адамсоном, Склавуносом, Кейсі, а також Конвеєм Севеджем і Джорджем Вьєштіцею. В кінці 2014 року Кейв провів сольні тури в Австралії та Новій Зеландії, а у 2015 році — в Європі, де його супроводжували Адамсон (клавішні та перкусія), ритм-секція Вайдлера та Кейсі, а також Елліс як багатофункціональний інструменталіст. У травні 2015 року Ларрі Маллінс замінив Адамсона як запрошеного концертного учасника; Адамсон з того часу не повертався, а Маллінс не брав участі у записі наступного альбому гурту.
2 червня 2016 року на офіційному сайті було оголошено про документальний фільм One More Time with Feeling (режисер — Ендрю Домінік), який було показано 8 вересня 2016 року. Фільм доповнює 16-й альбом гурту Skeleton Tree, випущений 9 вересня 2016 року. У 2017 році Кейв розпочав написання пісень для наступного альбому Bad Seeds, який мав завершити музичну трилогію, розпочату з альбому Push the Sky Away. Елліс і Кейв дали два концерти з оркестром в Hamer Hall у Мельбурні (Австралія) 9 та 10 серпня, виконавши добірку саундтреків зі своїх фільмів.
23 вересня 2019 року Кейв офіційно оголосив про вихід альбому Ghosteen, який мав бути випущений на початку жовтня 2019 року. Альбом вперше прозвучав на YouTube-каналі Nick Cave and the Bad Seeds 3 жовтня.
22 жовтня 2021 року гурт випустив альбом B-Sides & Rarities Part II — продовження їхньої збірки 2005 року B-Sides & Rarities. У червні 2022 року гурт розпочав свій перший тур з початку пандемії COVID-19, оскільки їхній тур Ghosteen 2020 року було скасовано через пандемію. У цьому турі до гурту приєдналися чотири нових учасники — клавішниця Карлі Параді та бек-вокалістки Джанет Рамус, Ті Джей Коул і Сабріна МакКалла. Також до гурту повернувся гастрольний клавішник Ларрі Маллінс, який тепер виступав у ролі гастрольного барабанщика.

### Wild God(2024–донині)
18-й студійний альбом гурту Nick Cave and the Bad Seeds під назвою Wild God було анонсовано 6 березня 2024 року і того ж дня вийшов титульний трек як сингл. Другий сингл, «Frogs», вийшов 31 травня, а третій, «Long Dark Night», — 23 липня. Альбом було випущено 30 серпня 2024 року.

## Учасники
Поточні учасники
- Нік Кейв — вокал, піаніно, орган, клавішні, гармоніка, перкусія, електрогітара (1983–дотепер)
- Томас Вайдлер — барабани, перкусія, бек-вокал (1985–дотепер; перерва в гастролях з 2018)
- Мартін П. Кейсі — бас-гітара, бек-вокал (1990–дотепер)
- Джим Склавунос — перкусія, барабани, ксилофон, клавішні, бек-вокал (1994–дотепер)
- Уоррен Елліс — скрипка, альт, тенор-гітара, синтезатори, мандоліна, бузукі, лютня, електромандоліна, флейта, програмування, піаніно, перкусія, бек-вокал (1997–дотепер)
- Джордж Вьєштіца — акустична та електрогітара, піаніно, бек-вокал (2013–дотепер)

Поточні гастрольні музиканти
- Ларрі Маллінс — барабани, перкусія, клавішні, вібрафон, піаніно, орган, бек-вокал (2015–дотепер)
- Карлі Параді — клавішні (2022–дотепер)
- Джанет Рамус — бек-вокал (2022–дотепер)
- Т. Джей Коул — бек-вокал (2022–дотепер)
- Міка Таунсенд — бек-вокал (2024–дотепер)
- Венді Роуз — бек-вокал (2024–дотепер)

## Дискографія
Студійні альбоми:
- From Her to Eternity (1984)
- The Firstborn Is Dead (1985)
- Kicking Against the Pricks (1986)
- Your Funeral... My Trial (1986)
- Tender Prey (1988)
- The Good Son (1990)
- Henry's Dream (1992)
- Let Love In (1994)
- Murder Ballads (1996)
- The Boatman's Call (1997)
- No More Shall We Part (2001)
- Nocturama (2003)
- Abattoir Blues / The Lyre of Orpheus (2CD) (2004)
- Dig, Lazarus, Dig!!! (2008)
- Push the Sky Away (2013)
- Skeleton Tree (2016)
- Ghosteen (2019)
- Wild God (2024)